# Passo di Fregarolo
Il passo di Fregarolo è un passo secondario che collega l'alta val d'Aveto con l'alta val Trebbia tra le frazioni di Casoni di Fontanigorda e di Cabanne di Rezzoaglio sul versante padano della città metropolitana di Genova.